# Беркс, Павел Михайлович
Павел Михайлович Беркс (24 мая 1946, Солотча, Рязанская область — 4 сентября 2020, Смоленск) — заслуженный врач Российской Федерации. Член Совета Федерации Российской Федерации от Смоленской области.

## Биография
Родился 24 мая 1946 года в селе Солотча Рязанской области в семье врача(мать). В 1971 году окончил Смоленский государственный медицинский институт. Занимал должность главного врача Смоленского областного студенческого строительного отряда имени Ю. А. Гагарина Смоленского обкома ВЛКСМ. Около двадцати лет возглавлял государственное социальное страхование в Смоленской области.
В 1993 году окончил социологический факультет Академии труда и социальных отношений в Москве. С 2002 года доктор медицинских наук.
С 2003 по 2008 годы представлял Смоленскую область в Совете Федерации Федерального Собрания Российской Федерации. Являлся членом Всероссийской партии «Единая Россия», членом местного политического Совета Партии, заместителем руководителя фракции «Единая Россия» в Смоленской областной думе.

## Награды и звания
- Почётное звания «Заслуженный врач Российской Федерации»[2].
- Благодарности Президента Российской Федерации[2].
- Орден Почета[2].
- Орден Дружбы[2].